# Ekeberga kyrka
Ekeberga kyrka är en kyrkobyggnad som tillhör Lessebo församling i Växjö stift. Kyrkan ligger i samhället Ekeberga i Lessebo kommun.

## Kyrkobyggnaden
Ekeberga tidigare kyrkobyggnad var en medeltida träkyrka. Den var belägen söder om den nuvarande kyrkan vid kyrkogårdens sydöstra hörn. Uppenbarligen var den gamla kyrkan alltför bristfällig och trång vilket påkallade diskussion om nybyggnad. 1819 fattade församlingen beslut att uppföra en helt ny kyrka. Den nya kyrkan uppfördes 1824-1826 i nyklassicistisk stil efter ritningar av Johan Christian Serén med närbelägna Herråkra kyrka som förebild. Kyrkan invigdes 1826 av prosten Johan Engstrand.
Istället för sten som annars var det vanliga byggnadsmaterialet under 1800-talets byggnadsperiod valde man att uppföra den nya kyrkobyggnaden av trä. Antagligen hade dispens erhållits från en Kunglig förordning av den 31 juli 1776 som föreskrev att >>inga kyrkor...må hädanefter byggas av träd, utan böra de, efter tillgång på orterne, verkställas af murtegel, marmor, sandsten,täljsten eller gråsten >>.
Byggnaden uppfördes av liggtimmer och bekläddes från början med panel. Takbeläggningen utgjordes av spån. 1868 blev fasaden förändrad genom att den reveterades och vitkalkades.
Kyrkan är orienterad i nord-sydlig riktning och består av ett rektangulärt långhus med avslutande korvägg och bakomliggande sakristia i norr. I söder är kyrktornet beläget. I tornets övre våning med ljudluckor i de fyra väderstrecken har kyrkklockorna sin plats. Tornet är försett med en tidsenlig lanternin krönt av en korsglob.Ett vindfång vid östra sidan tillkom 1914.1983 fick kyrkan koppartak.
Interiören är av salkyrkotyp. Väggarna pryds av pilastrar. Över kyrkorummet välver sig ett trä tunnvalv. Ursprungligen hade kyrkan en altarpredikstol. Denna flyttades till sin nuvarande plats 1860.

## Inventarier
- Altartavlan är utförd 1860 av Uno Angerstein och har motivet "Kristus i Getsemane".Tavlan omramas av en altaruppställning från samma år bestående av två runda, ådrade pelare som kröns av en bågformad överdel prydd med änglahuvuden.
- Altarringen är halvcirkelformad med svarvade balusterdockor.
- Predikstolen är samtida med kyrkan och var tidigare altarpredikstol.
- Delar av en altaruppsats från mitten av 1700-talet. Skulpturerna troligen utförda av Sven Segervall. Den har sin plats över dopaltaret vid mitten av den östra långhusväggen.
- Dopfunten i kalksten. Cuppan är prydd med reliefer ur Nya testamentet.
- Öppen bänkinredning från 1914.
- Orgelläktare med balusterdockor och utsvängt mittstycke.

## Bilder

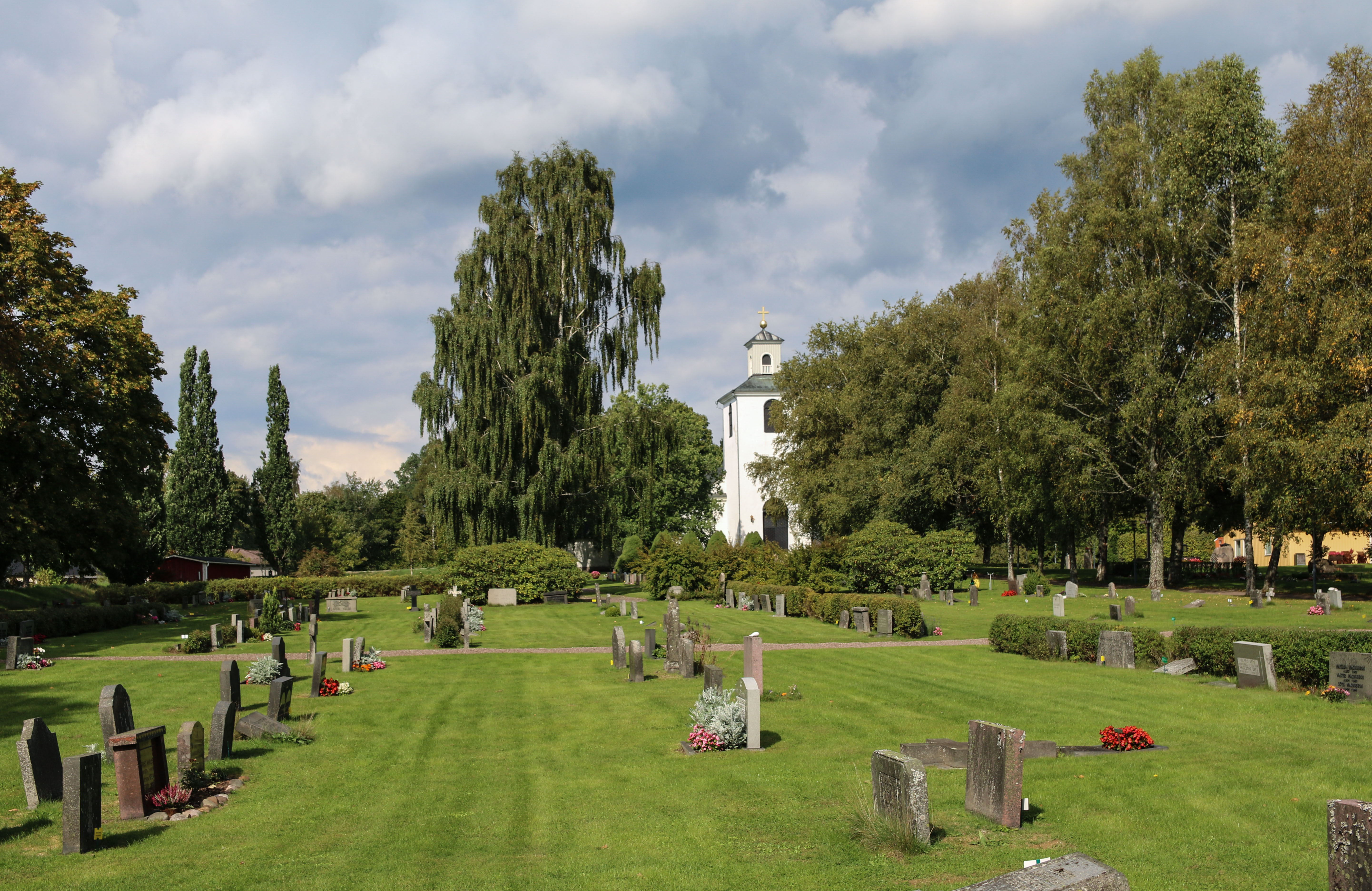
Kyrkan och kyrkogården.
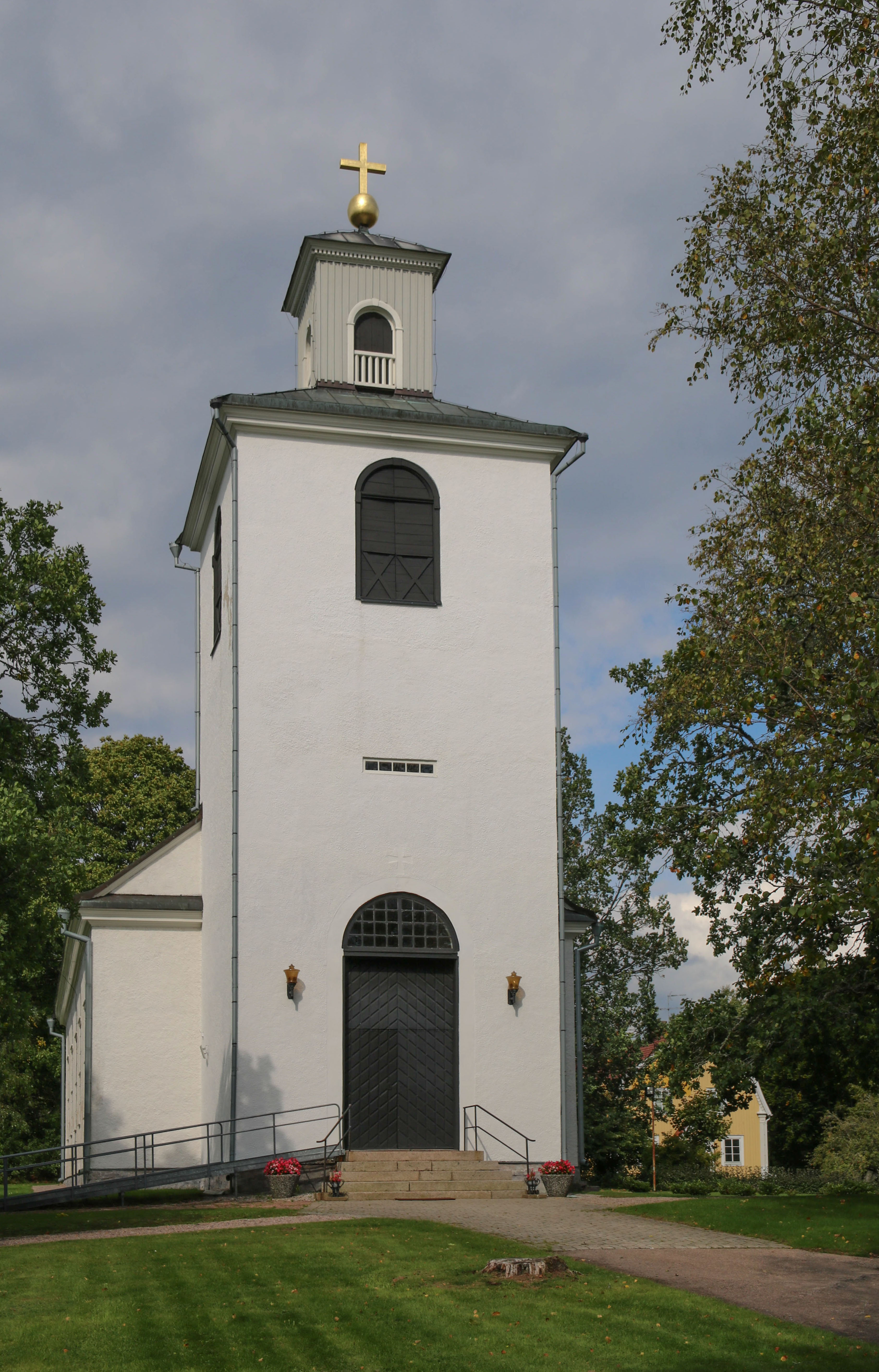
Exteriör från söder.
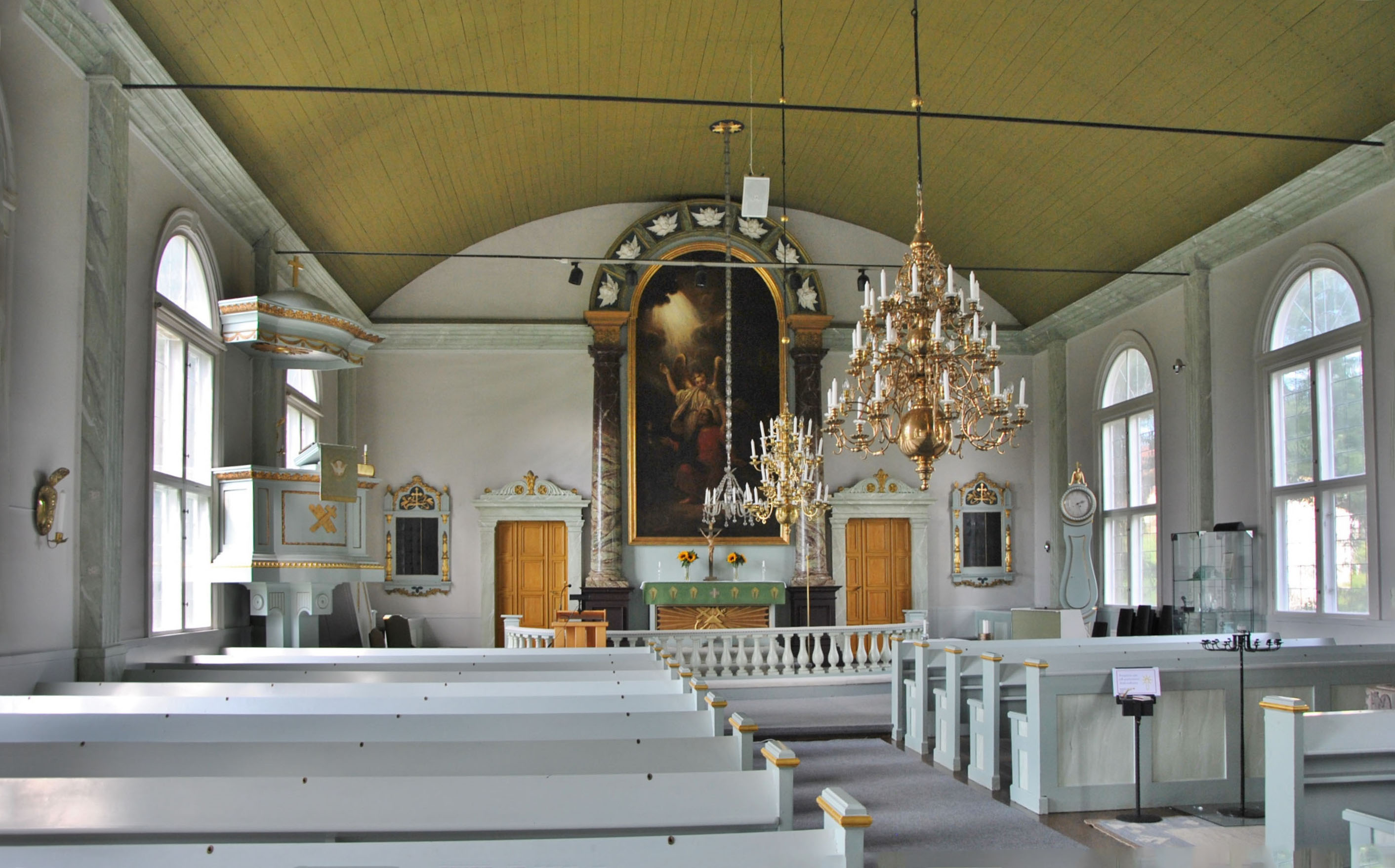
Interiör mot norr.
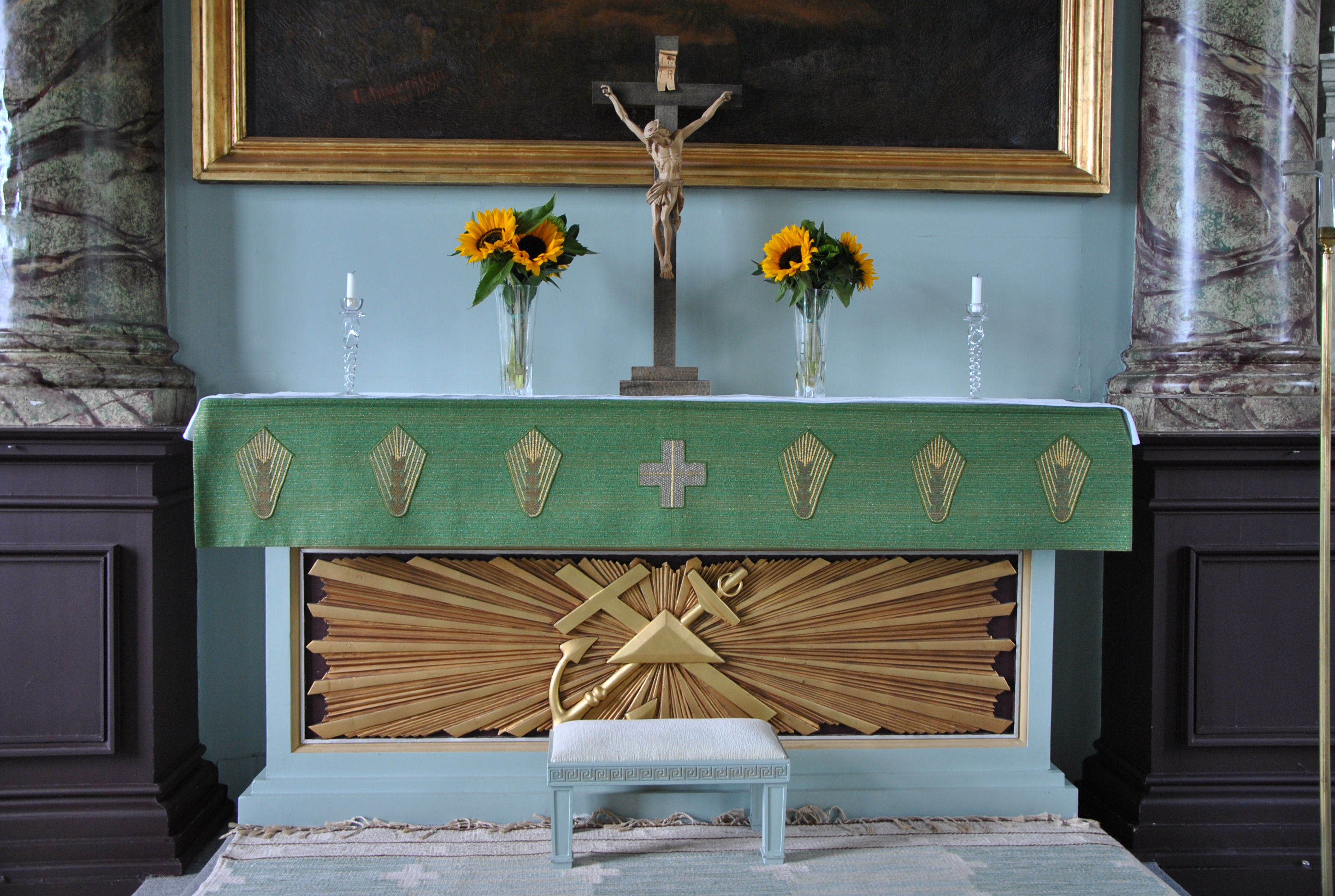
Altaret.
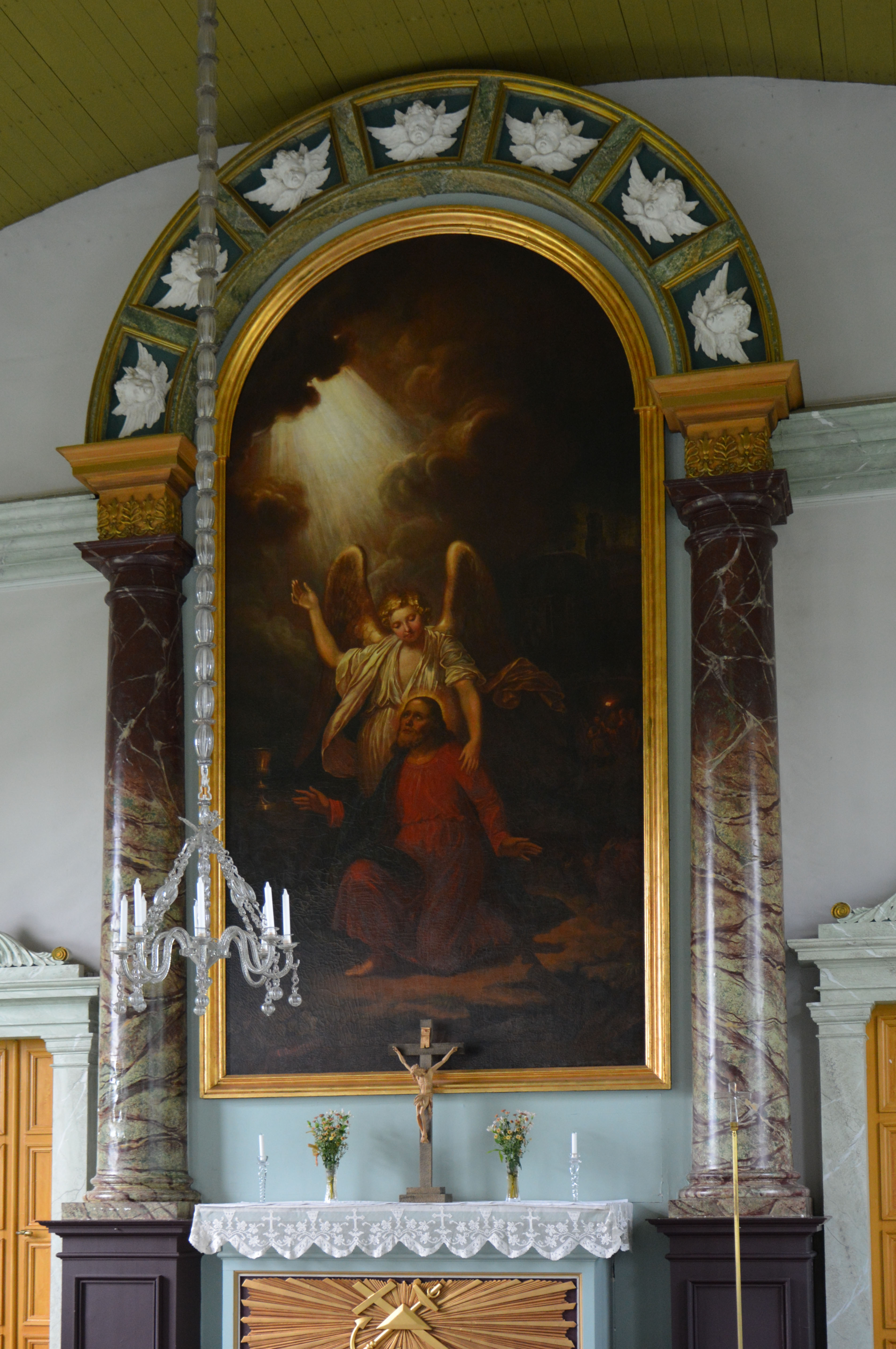
Altartavlan”Kristus i Getsemane”.
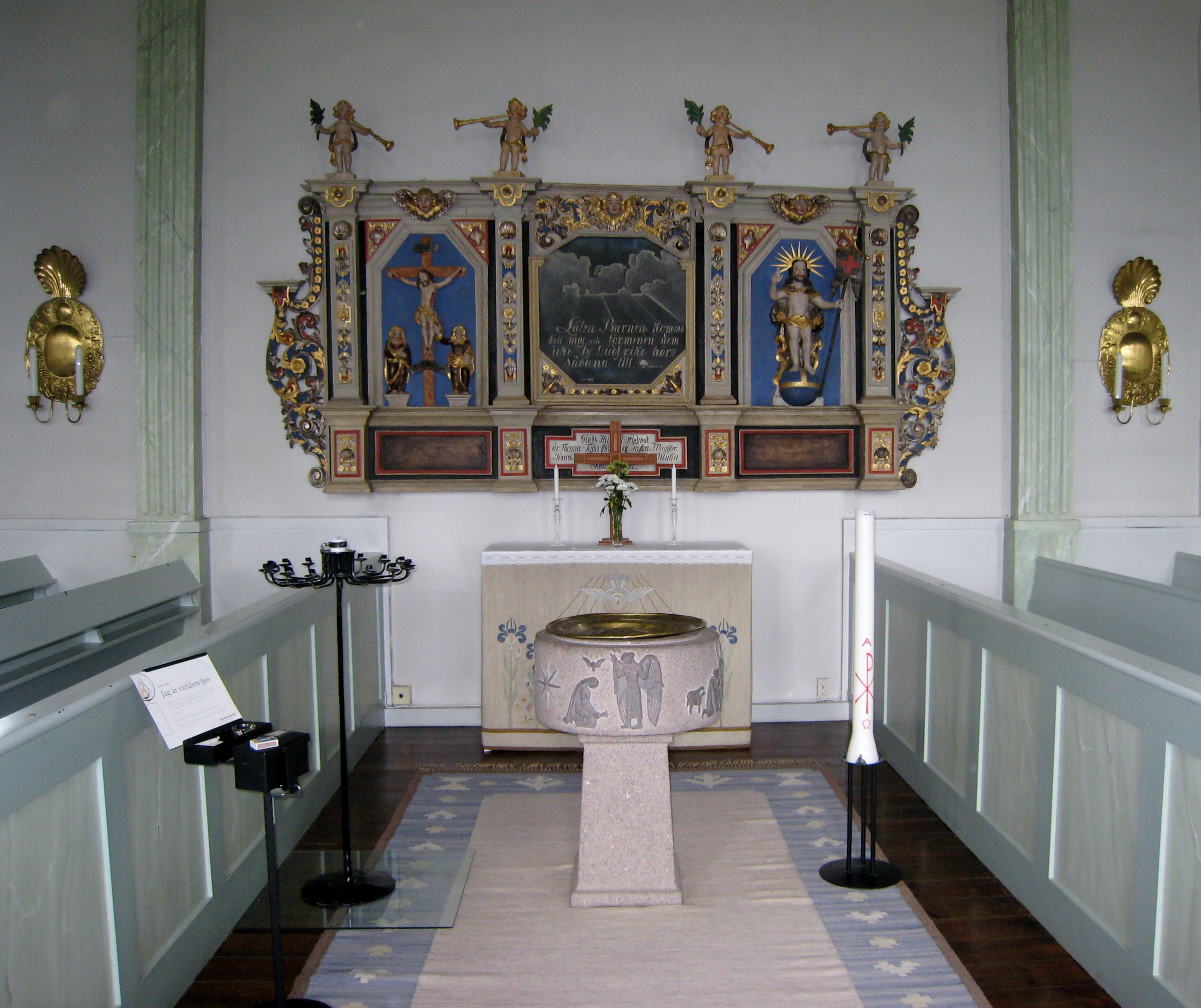
Dopfunten och dopaltaret.
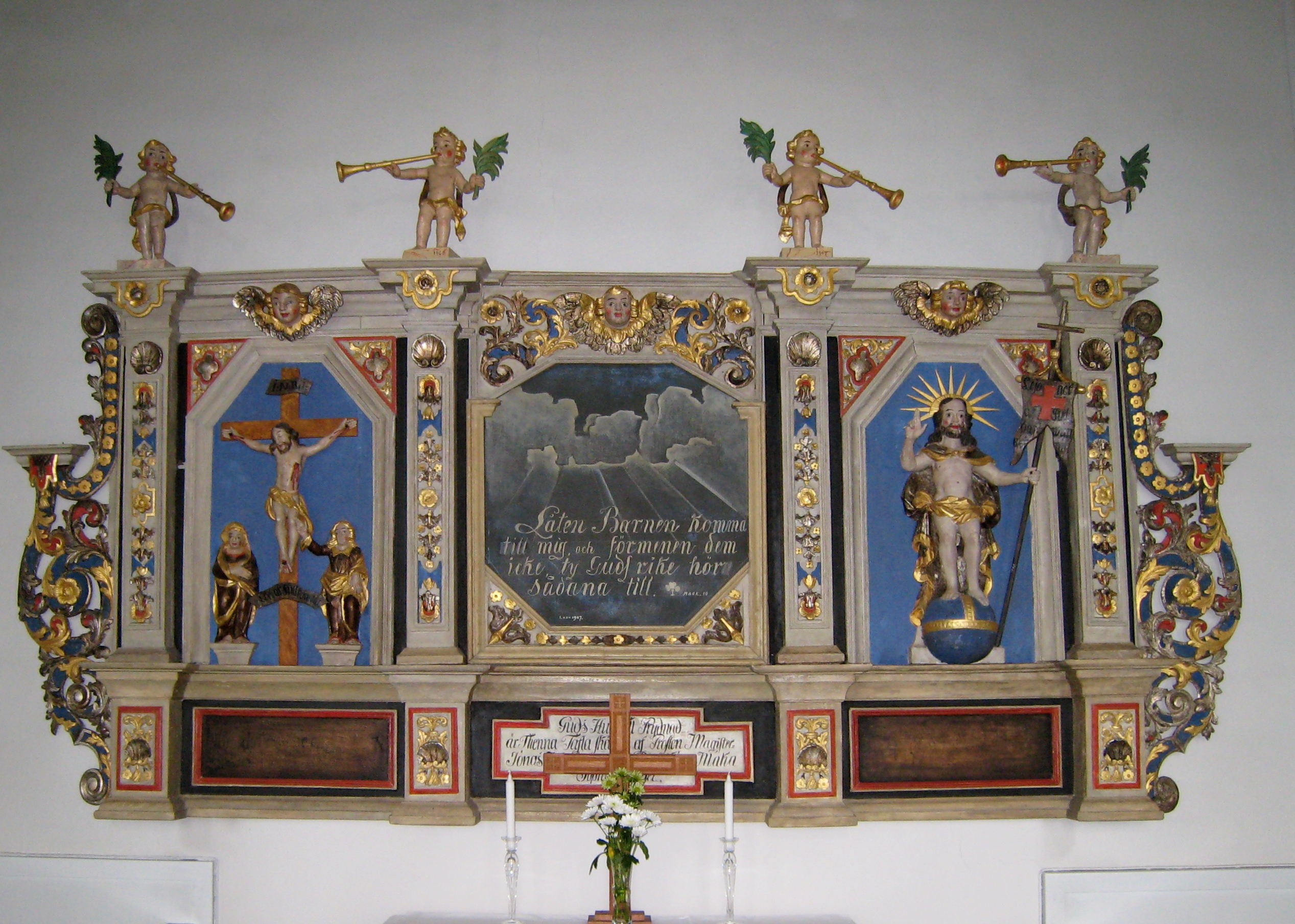
Delar av en altartaruppsatsen från mitten av 1700-talet.Skulpturer troligen utförda av Sven Segervall.
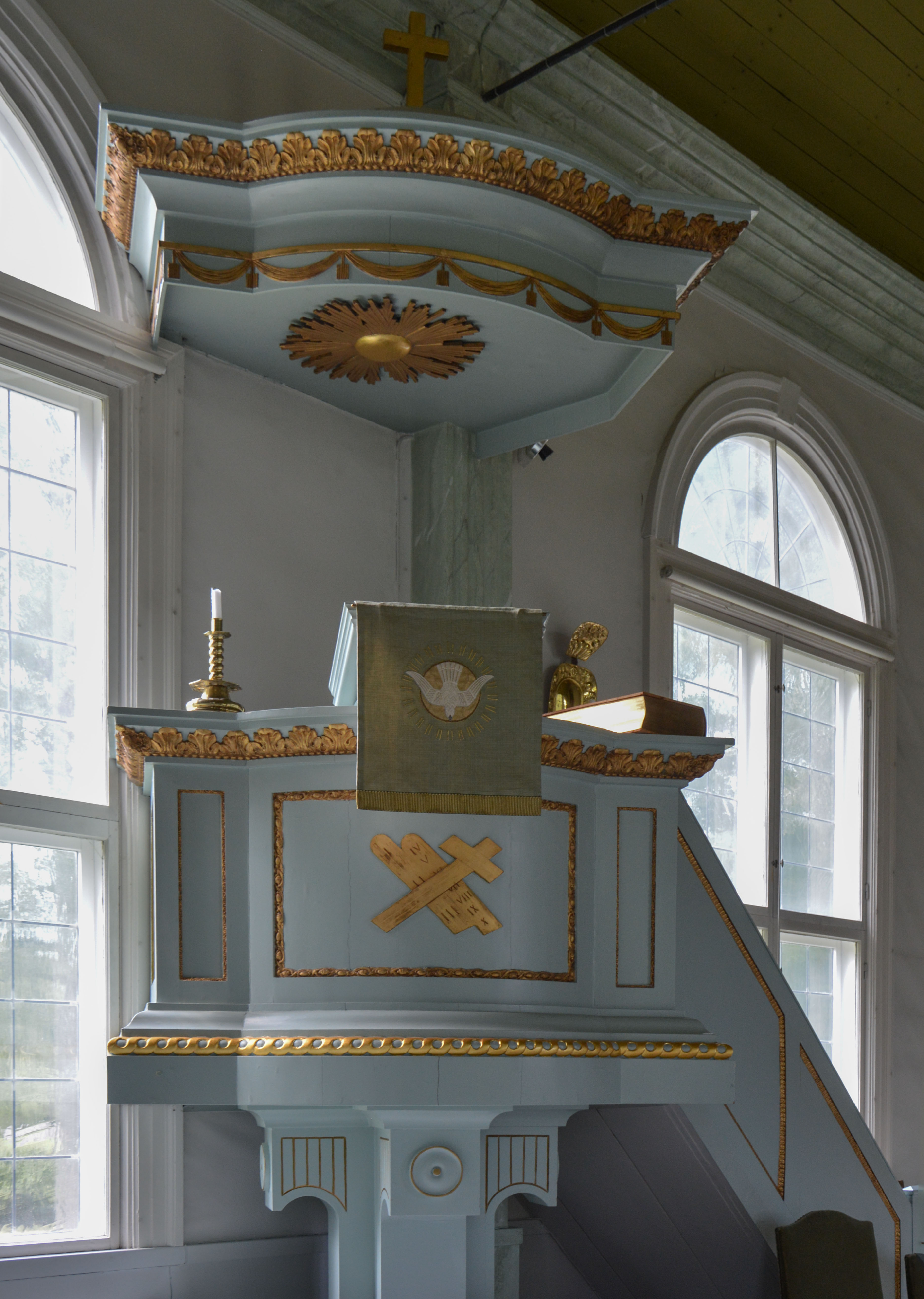
Predikstolen.
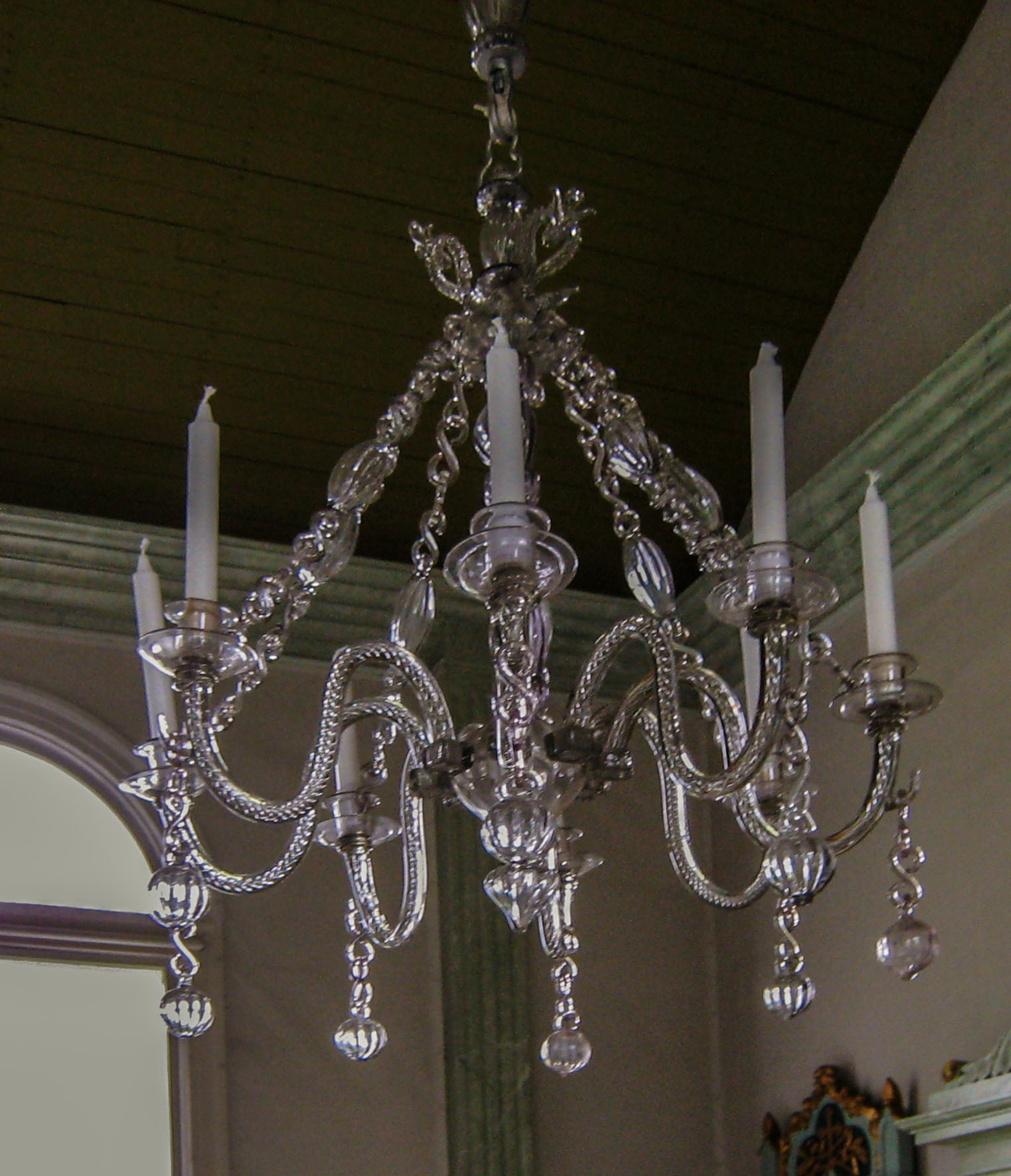
Ljuskrona i glas.
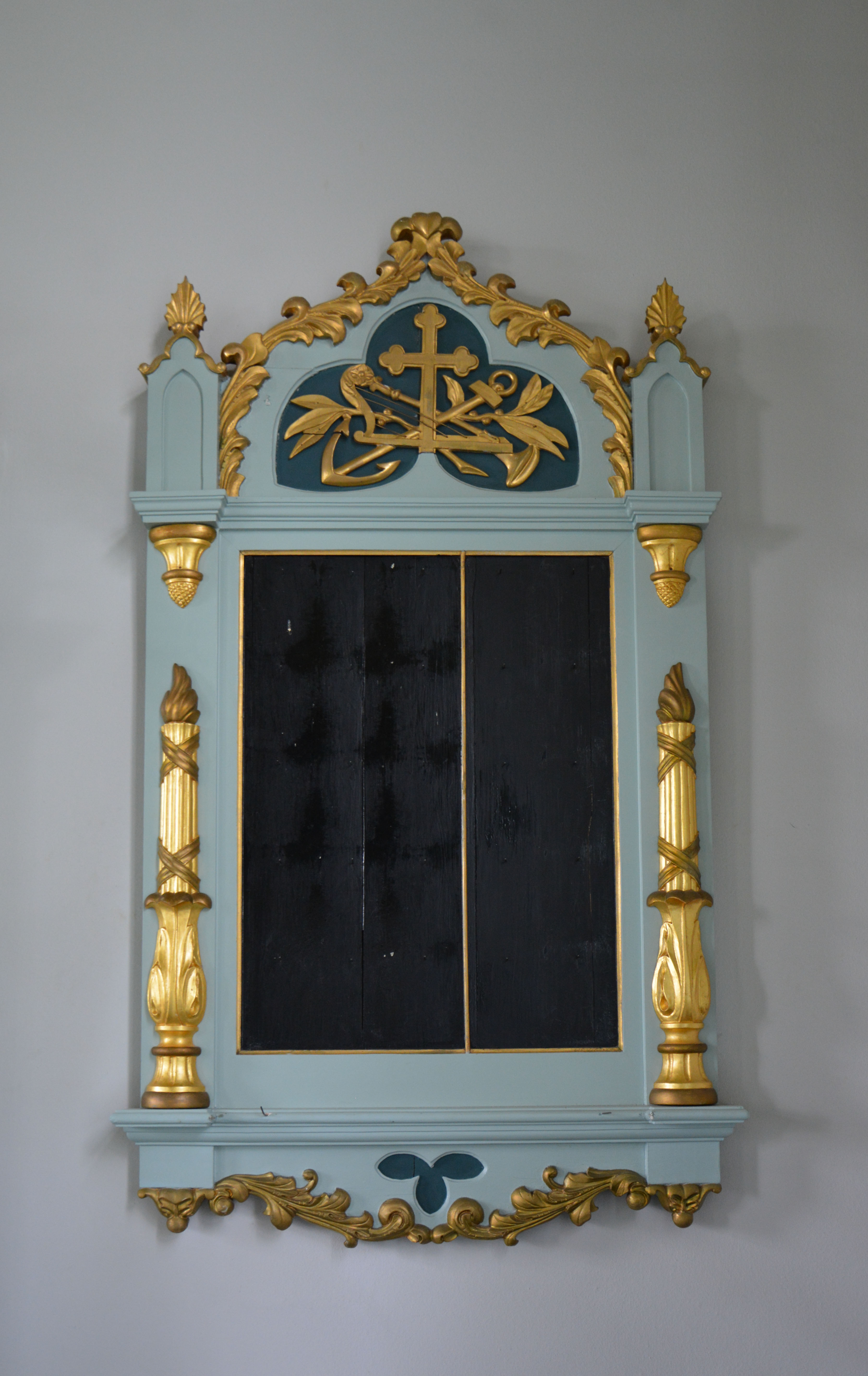
Psalmnummertavla.
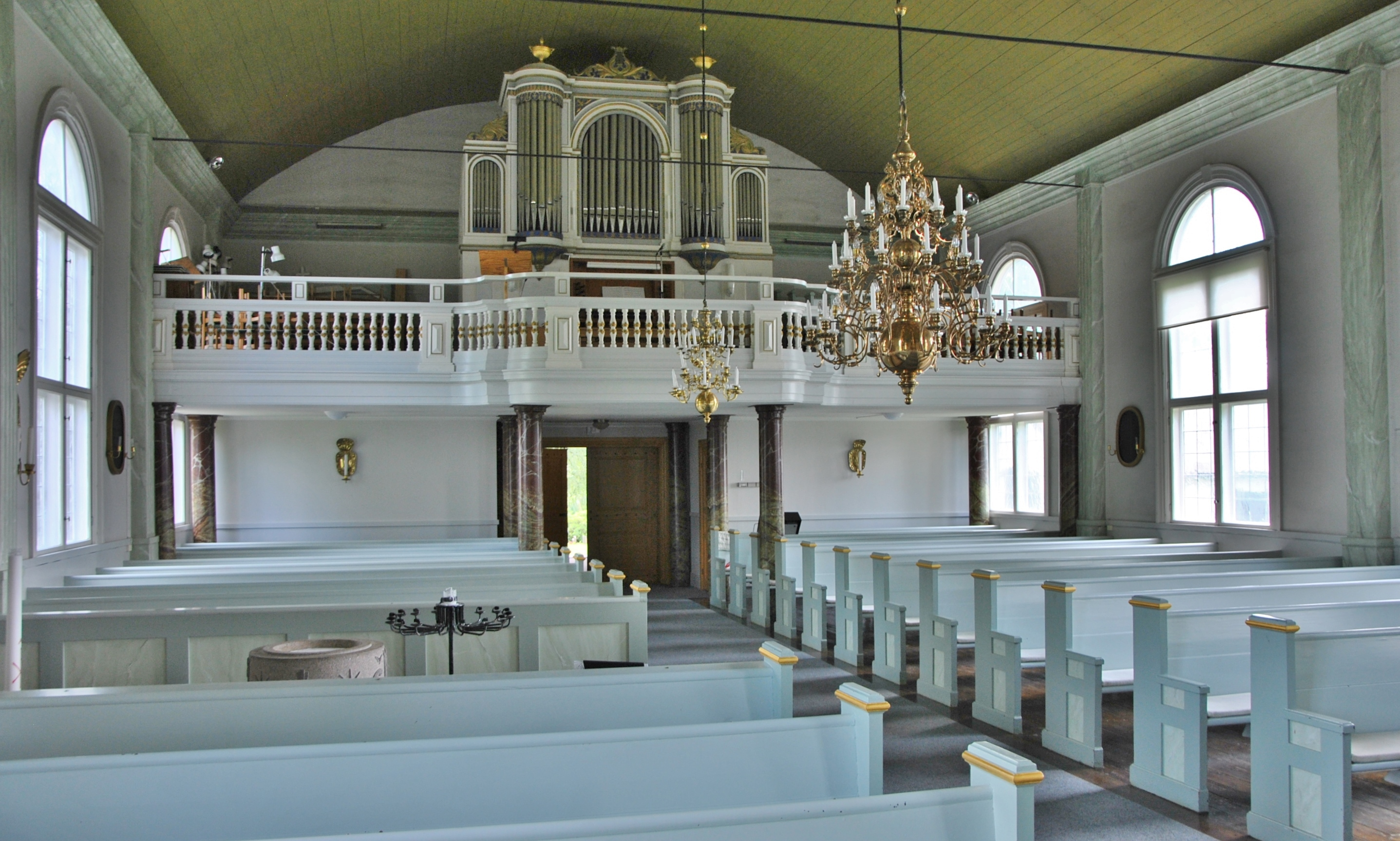
Interiör mot söder.

## Orgel

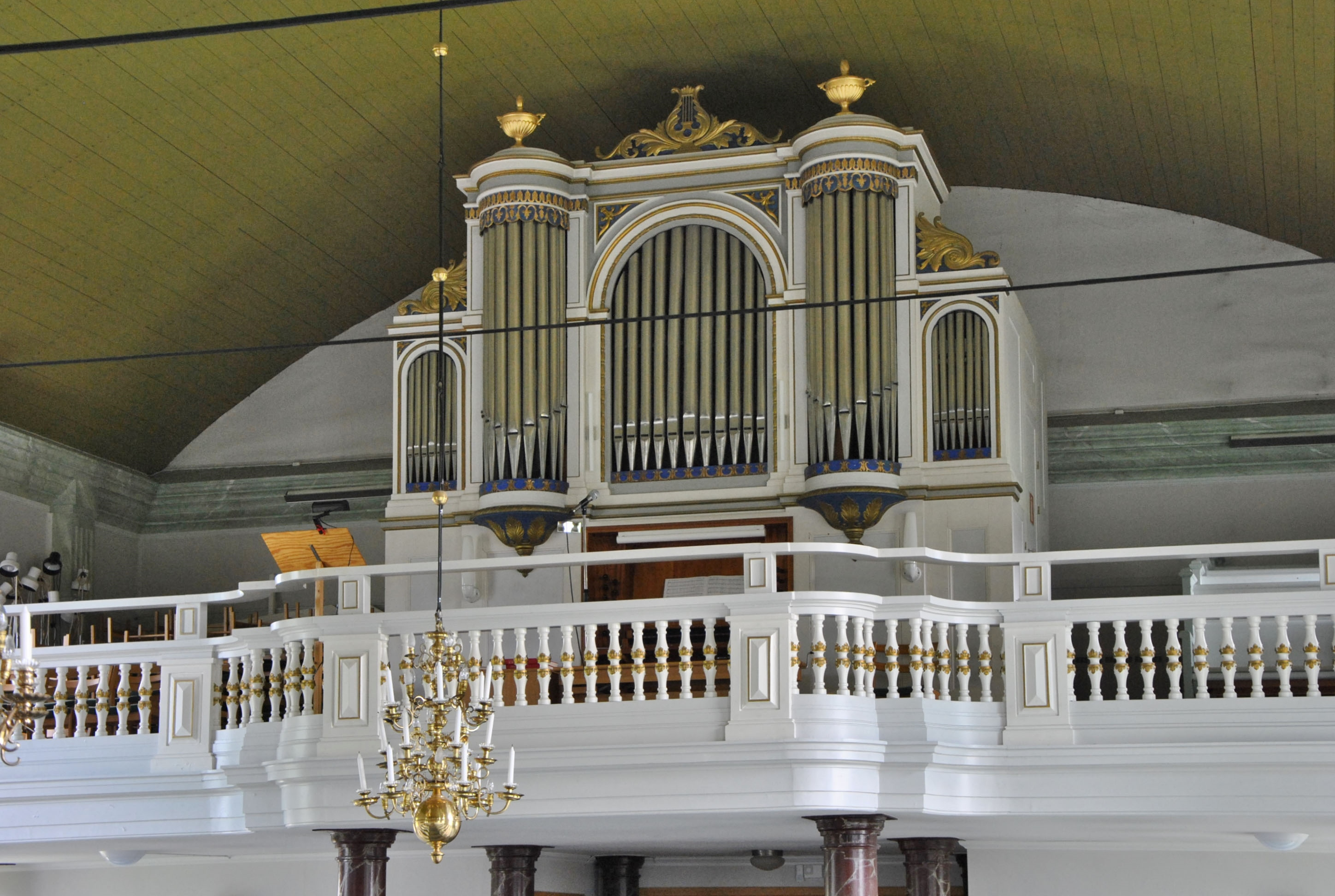
Läktarorgeln.

- En orgel med 7 stämmor byggdes 1860 av Johannes Magnusson, Nässja, Lemnhults socken. Orgelfasaden utfördes efter ritningar av A.R. Pettersson.
- 1936 byggdes ett nytt orgelverk av A. Mårtenssons Orgelfabrik, Lund.
- Nuvarande orgel med 18 stämmor byggdes 1968 av Olof Hammarberg, Göteborg. Orgeln är helmekanisk.

| Huvudverk I       | Svällverk II      | Pedal         | Koppel |
| Gedackt 8'        | Rörflöjt 8'       | Subbas 16'    | I/P    |
| Principal 4'      | Gedaktflöjt 4'    | Borduna 8'    | II/P   |
| Spetsflöjt 4'     | Kvintadena 4'     | Koralbas 4'   | II/I   |
| Oktava 2'         | Principal 2'      | Kvintadena 2' |        |
| Sesquialtera 2 ch | Gemshorn 2'       | Fagott 16'    |        |
| Mixtur 3 ch       | Scharf 2 ch       |               |        |
|                   | Dulcian 8'        |               |        |
|                   | Crescendosvällare |               |        |